# Microphysa
Microphysa là một chi thực vật có hoa trong họ Thiến thảo (Rubiaceae).

## Loài
Chi Microphysa gồm các loài: